# Tony Orlando
Tony Orlando, születési nevén Michael Anthony Orlando Cassavitis (New York City, New York, 1944. április 3. –) amerikai színész, dalszerző, producer, színész. A Tony Orlando and Dawn nevű együttes tagjaként lett ismert.

## Diszkográfia
Nagylemezek
- Bless You and 11 Other Great Hits (1961)
- Make Believe (1969) (with 'Wind')
- Before Dawn (1973)
- Tony Orlando (1978)
- I Got Rhythm (1979)
- Livin' for the Music (1980)
- Halfway to Paradise: The Complete Epic Masters 1961-1964 (2006)
- Bless You (2014)

Kislemezek (szólókarrier)
- "Halfway to Paradise" (1961) US #39, CB #17
- "Bless You" (1961) US #15, CB #17 UK #5[4]
- "Happy Times (Are Here To Stay)" (1961) US #82, CB #76
- "Chills" (1962) US #109, CB #111
- "At the Edge of Tears" (1962) CB #146
- "Shirley" (1963) US #133, CB #109
- "I'll Be There" (1963) US #124, CB #123
- "What Am I Gonna Do" (1963) CB #tag
- "Tell Me What Can I Do" (1964) CB #147
- "To Wait For Love" (1964) CB #119
- "I Was A Boy" (1969) US #109, CB #89
- "Make Believe" (1969) US #28, CB #18
- "I'll Hold Out My Hand" (1969) CB #114
- "Don't Let Go" (1978) Dance #27,[5] AC #48
- "Sweets For My Sweet" (1979) US #54, CB #55, AC #20